# Atlas (album Laurel Halo)
Chance of Rain – czwarty album studyjny amerykańskiej kompozytorki Laurel Halo, wydany 22 września 2023 roku nakładem własnej wytwórni Awe jako CD, płyta winylowa i digital download.

## Album

### Historia i muzyka
W 2020 roku Halo rozpoczęła pisanie muzyki, która miała wypełnić jej kolejny album, Atlas. Powróciła wówczas na nowo do zagadnień gry na fortepianie pisząc i nagrywając różne szkice i improwizacje. Pracę tę kontynuowała w 2021 roku w studiu Ina-GRM Studios w Paryżu, do którego została zaproszona w charakterze artystki-rezydentki. Podczas pracy w studiu rozbudowywała i modyfikowała swoje pomysły, stworzone w poprzednich miesiącach. Przez pozostałą część 2021 oraz w 2022 roku podróżowała między Berlinem a Londynem dogrywając partie dodatkowej gitary, skrzypiec i wibrafonu. W realizacji albumu udział wzięli zaproszeni przez nią muzycy: saksofonista Bendik Giske, skrzypek James Underwood, wiolonczelistka Lucy Railton oraz wokalista Coby Sey. Używając zarówno instrumentarium elektronicznego, jak i akustycznego Halo stworzyła bogaty konglomerat zmysłowych, jazzowych kolaży w stylu ambient.

### Tytuł
Halo zapytana przez dziennikarza muzycznego Shawna Reynaldo o tytuł albumu, odpowiedziała: „Ta płyta brzmi dla mnie jak zbiór map. Zawiera wszystkie te drobne szczegóły dźwiękowe, które mogłyby przypominać szczyt górski… mały strumyk wijący się za zakrętem, tu i ówdzie linie topograficzne”.

### Wydanie i promocja
12 lipca 2023 roku Halo zapowiedziała wydanie nowego albumu na 22 września za pośrednictwem własnej wytwórni Awe. Na promocje albumu wybrała singiel z utworem „Belleville”, zrealizowanym z wokalem londyńskiego muzyka Coby’ego Seya, znanego wcześniej ze współpracy z takimi artystami jak: Mica Levi, Cosha, Leifur James, Kelly Lee Owens i Lafawndah. Album miała poza tym promować seria koncertów, poczynając od berlińskiej sali Atonal 7 września (oficjalna premiera albumu na żywo)(12 lipca) poprzez Barbican (Milton Court) w Londynie (10 września), Muziekgebouw aan 't IJ w Amsterdamie (13 września), Ruhrtriennale w Bochum (16 września), Bond Chale w Chicago (5 listopada), Sanctuary of the First Unitarian Church w Filadelfii (8 listopada), nowojorskiej  Le Poisson Rouge (9 listopada) na Lodge Room w Los Angeles (19 listopada) skończywszy. 

### Lista utworów
Lista według Discogs:
| 1.  | Abandon                 | 4:01  |
|     |                         |       |
| 2.  | Naked To The Light      | 4:19  |
|     |                         |       |
| 3.  | Late Night Drive        | 4:55  |
|     |                         |       |
| 4.  | Sick Eros               | 4:22  |
|     |                         |       |
| 5.  | Belleville              | 2:25  |
|     |                         |       |
| 6.  | Sweat, Tears Or The Sea | 2:45  |
|     |                         |       |
| 7.  | Atlas                   | 6:53  |
|     |                         |       |
| 8.  | Reading The Air         | 5:42  |
|     |                         |       |
| 9.  | You Burn Me             | 1:08  |
|     |                         |       |
| 10. | Earthbound              | 4:16  |
|     |                         |       |
|     |                         | 40:46 |
|     |                         |       |

### Informacje
- Laurel Halo – muzyka, wykonanie (fortepian, elektrofony elektroniczne, gitara, wibrafon, skrzypce, śpiew), produkcja
- Coby Sey – śpiew
- Bendik Giske – saksofon
- Lucy Railton – wiolonczela
- James Underwood – skrzypce
- projekt – Studio Hugo Blanzat
- zdjęcie – Martine Syms
- mastering – Rashad Becker
- miksowanie – James Ginzburg

## Odbiór

### Opinie krytyków
| Oceny łączne           | Oceny łączne |
| Publikacja             | Ocena        |
| ---------------------- | ------------ |
| Album of the Year      | 82/100       |
| AnyDecentMusic?        | 8.0/10       |
| Metacritic             | 80/100       |
| Recenzje               |              |
| Publikacja             | Ocena        |
| AllMusic               | [ 8 ]        |
| Beats Per Minute       | 81%          |
| Clash                  | 9/10         |
| Loud And Quiet         | 8/10         |
| Northern Transmissions | 8.6/10       |
| Pitchfork              | 8.1/10       |
| PopMatters             | 8/10         |
| Spectrum Culture       | 86%          |

Album otrzymał średnią ocenę 80 na 100 na podstawie 10 recenzji krytycznych w podsumowaniu Metacritic, 82 na 100 na podstawie 9 recenzji w zestawieniu Album of the Year oraz 8.0 na 10 na podstawie 9 recenzji w zestawieniu AnyDecentMusic?.

Atlas łączy wiele muzycznych języków, tworząc niekończący się, nowoczesny minimalistyczny triumf, który stoi wysoko obok przełomowych tytułów, takich jak Music for Airports Briana Eno
 i Music for 18 Musicians Steve’a Reicha. Cudownie odświeżający i wart posłuchania.

Zdaniem Andy’ego Kellmana z AllMusic Atlas to „płynna sekwencja orkiestrowych kolaży ambientowych z poczuciem dyslokacji, przywołująca wszystko, od jałowych krajobrazów miejskich i podwodnego ogromu po migoczące wspomnienia i odrętwienie.”.
Dla Bruce’a Millera z magazynu PopMatters Atlas „wydaje się być naturalnym postępem [Halo]. Łącząc swój fortepian, elektronikę, gitary, wibracje i wokal ze smyczkami i saksofonem, tworzy [ona] swoją najbardziej lodowatą muzykę w historii, dźwięki, które mogą oszukać słuchacza, aby usłyszał coś statycznego, nawet jeśli stale się zmienia”. Zdaniem recenzenta na tej płycie istnieje pokrewieństwo z twórczością takich muzyków jak: Gavin Bryars, Harold Budd, Anna von Hausswolff (album All Thoughts Fly), a nawet z Acid Mothers Temple (druga połowa utworu „Blue Velvet Blues”).
Według Chrisa Richardsa z The Washington Post Atlas to „powolny, łagodnie urzekający, w dużej mierze instrumentalny nowy album, który sprawia wrażenie rygorystycznego, nieważkiego, cierpliwego i nastrojowego – głównie w tym sensie, że kompozytorka i producentka z Los Angeles wie, że nasze mózgi potrafią doświadczać wszelkiego rodzaju nastrojów, czasem nawet więcej niż kilku na raz”.
Jašy Bužinelowi z magazynu The Quietus muzyka albumu skojarzyła się ze sztuką przełomu XIX i XX wieku. Recenzent określił Atlas jako „akwarelową muzykę ambient” dając za przykład amerykański ruch artystyczny, tonalizm. Utwór „Late Night Drive” nasunął mu na myśl obraz Nokturn w szarościach i srebrze Jamesa Whistlera, widziany z okna samochodu. Słuchając „Reading the Air” wyobrażał siebie jako Williama Turnera malującego obraz Morze i niebo, zaś utwór „Chory Eros” skojarzył mu się z innymi dziełami Turnera, takimi jak Światło i kolor (teoria Goethego).
Jack Oxford z magazynu Clash uważa, iż Atlas to „zachęcająca odyseja, pozwalająca słuchaczowi docenić subtelne tekstury i zestawienie dźwięku akustycznego z cyfrowym. W pełni wartościowy odsłuch dla fanów ambientu, którzy cenią sobie narrację”.
Zdaniem Philipa Sherburne’a z magazynu Pitchfork album „definiuje duszny chaos. Raz po raz Halo powraca do tematów gęstości, zderzających się częstotliwości i pochmurnych kolorów. Ale zanurzone w niejednoznacznym mroku są melodie, które od czasu do czasu podnoszą głowę, ukradkiem i triumfalnie, zanim zanurzą się z powrotem w głębinach, by nigdy więcej ich nie usłyszeć”.

### Listy tygodniowe
| Kraj            | Lista                    | Pozycja |
| --------------- | ------------------------ | ------- |
| Wielka Brytania | UK Album Downloads Chart | 70      |

### Wyróżnienia
Album znalazł się na liście:
- 30 najlepszych albumów jazzowych i eksperymentalnych 2023 roku (The 30 Best Jazz and Experimental Albums of 2023) magazynu Pitchfork[18],
- 30 ulubionych albumów (Our favourite albums of 2023) wytwórni płytowej The Vinyl Factory[19].